# Аль-Гуджвірі
аль-Гуджвірі (* бл. 990 в Гуджвірі біля Газні/Ġaznī; † 1071 або 1077 в і/Lāhaur, індійській столиці Газнавіден) або Алі ібн 'Утман аль-Гуджвірі — перський Суфі-письменник, Теолог і містик.
Він упорядник багатьох робіт про ісламську містику, серед яких Кашф аль-Маджуб («Kašf al-maḥǧūb»; «Відкриття прихованого»), найстарішого перського підручника про ісламську містику, перекладену на англійську Рейнолдом Ніколсоном(1911).
Гуджвірі брав участь в поширенні ісламу в Південній Азії. Багато років свого життя він провів у мандрівках, особливо в Ірані, Іраку, Сирії, де він зустрічався з багатьма містиками. Він був учнем Абу'ль-Фадл Мухаммад бін аль-Хасан аль-Хуталі.
Його мавзолей знаходиться в Лахорі, Пакистан, і є важливим місцем паломництва регіону.

## Праці(вибірково)
- Kashf al-mahjub (англ. online)
- Dīwān
- Kitāb al-bayān li-ahl al-iyān

## Відео
- Aulia Allah — Hazrat Data Ganj Bakhsh Ali Hajweri — Darbar Sharif in Lahore [Архівовано 15 грудня 2015 у Wayback Machine.]